# Fusillade d'Uherský Brod en 2015
La fusillade d'Uherský Brod désigne une fusillade qui a eu lieu dans le restaurant Druzba de la ville de Uherský Brod en République tchèque le 24 février 2015. L’auteur des faits tue huit personnes avant de se suicider.